# Kurzany
Kurzany (ukr. Куряни, Kuriany) – wieś w rejonie tarnopolskim obwodu tarnopolskiego, założona w 1488 r. W II Rzeczypospolitej miejscowość była siedzibą gminy wiejskiej Kurzany w powiecie brzeżańskim województwa tarnopolskiego. 
W 1939 r. wieś liczyła ponad 1800 mieszkańców, wśród których większość stanowili Polacy. W latach 1944–1945 nacjonaliści ukraińscy z OUN-UPA zamordowali 74 Polaków.
Do 2020 w rejonie brzeżańskim.